# Hasora schoenherr
Hasora schoenherr, thường được biết đến với tên the Yellow Banded Awl, là một loài bướm thuộc họ Bướm nhảy được tìm thấy ở India và Đông Nam Á.
Loài này được tìm thấy tại Ấn Độ từ Assam và Nagaland về phía đông đến Đông Nam Á, cụ thể, Thái Lan, Lào, Việt Nam, Malay peninsula, Singapore và quần đảo Indonesia (đặc biệt được ghi nhận tại Borneo, Sumatra, Palawan).
Loài địa phương ở Java.

## Hình ảnh

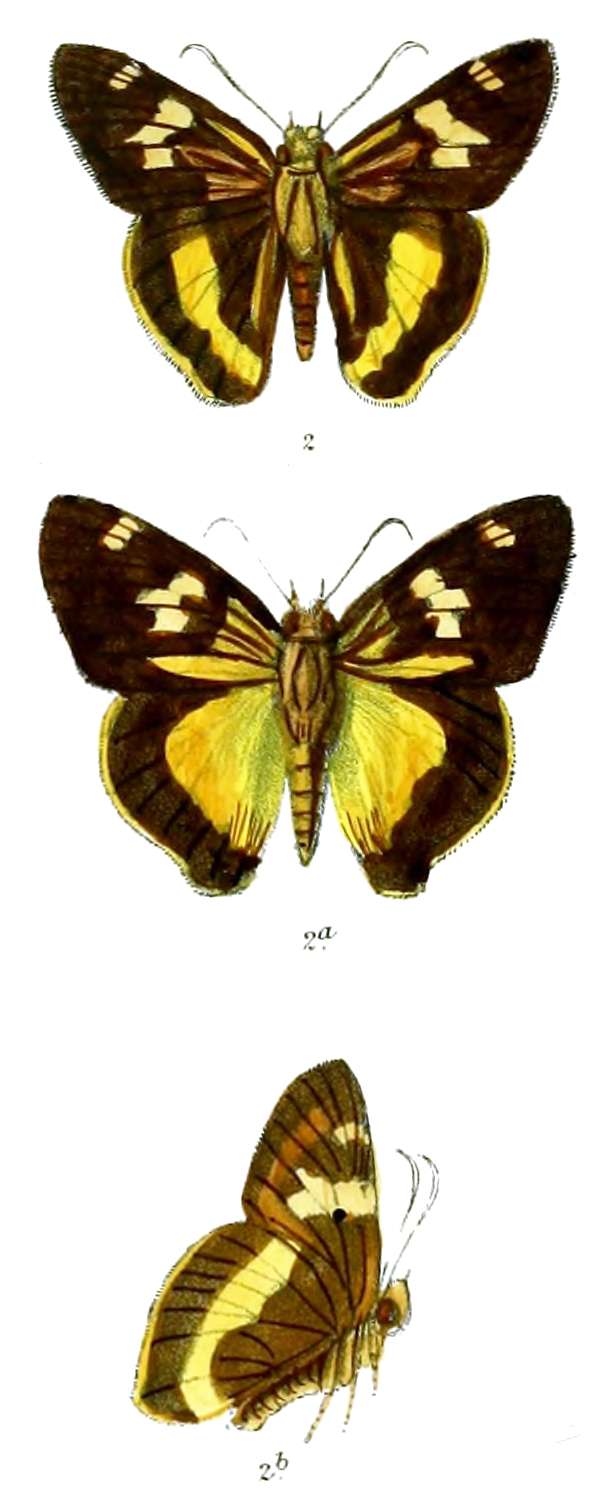